# Colegio médico

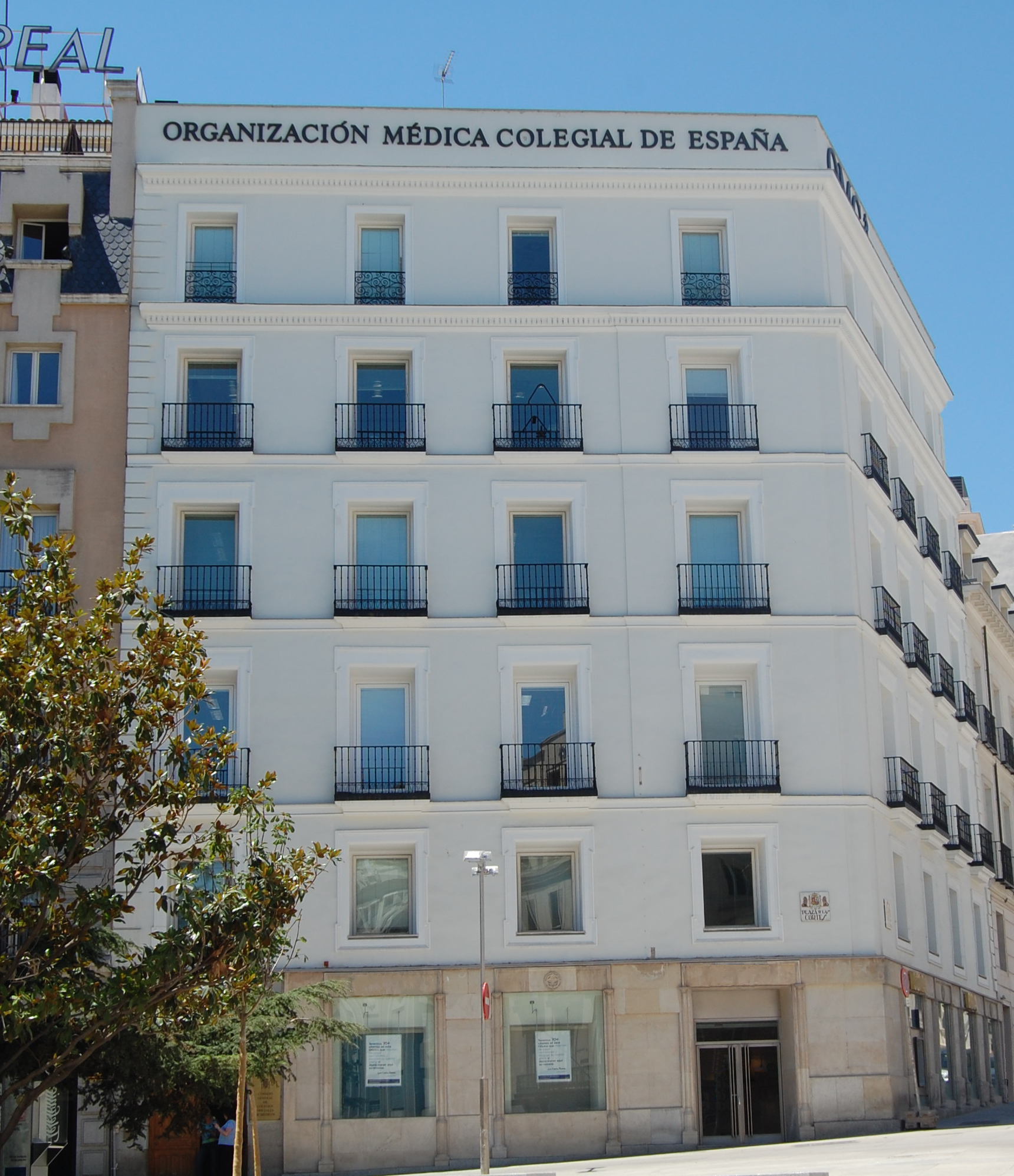
Organización Médica Colegial de España.

Un colegio médico es una asociación profesional que reúne a los médicos de una jurisdicción administrativa concreta (un país, una región, una provincia). En los países anglosajones es frecuente que se agrupen por especialidades médicas (cardiólogos, médicos de cabecera, etc.).
Los colegios de médicos actúan como salvaguarda de los valores fundamentales de la profesión médica: la deontología y el código ético. Además de llevar la representación profesional a nivel nacional e internacional de los médicos colegiados, tiene como función la ordenación y la defensa de la profesión médica.
En la mayoría de los países la colegiación suele ser obligatoria. Un colegio profesional o colegio oficial es una corporación de derecho público de carácter gremial integrada por quienes ejercen las llamadas profesiones liberales y suelen estar amparados por el Estado. Sus miembros asociados son conocidos como colegiados.

## Historia
En la Roma antigua se entendía con el nombre de Colegium a la sociedad de derecho público, con personalidad jurídica, formada por una pluralidad de personas con un mismo oficio. Para su constitución se necesitaban por lo menos tres personas, aunque para continuar con su actividad bastaba una sola. Se cree que los colegios Opificum o Societate, de los que proceden los actuales colegios oficiales, fueron derivaciones de las asociaciones formadas por los plebeyos para alcanzar ventajas parecidas a las que disfrutaban los patricios; necesitaban de una autorización especial del emperador o del Senado para tener legalmente personalidad jurídica. El gobierno y la administración se escogían en asamblea de todos los participantes. Desde Alejandro Severo, estas asociaciones van transformándose de libres en obligatorias, debiendo los hijos seguir la profesión de su padre. 
Estos primeros colegios se caracterizaban por hacer prevalecer el fin común sobre los intereses privados. En Europa, y en concreto en España, los colegios y asociaciones profesionales han tenido una larga tradición a través de los siglos, únicamente interrumpida por la Revolución Francesa, que en su ideología preconizaba que no debía haber nadie entre el ciudadano y el Estado. Esta supresión de principios del siglo XIX se fue cambiando a lo largo de la centuria, volviendo a renacer al final de ella. 
En la actualidad, un colegio profesional u oficial es una corporación de derecho público de carácter gremial, integrada por quienes ejercen las llamadas profesiones liberales, y suelen estar amparados por el Estado. Sus miembros asociados son conocidos como colegiados. Cuando su dedicación se dirige a actividades manuales o artesanas se emplea el nombre tradicional de gremio.

## Colegios de médicos

Báculo de Asclepio o de Esculapio es el símbolo de la Medicina.

### América
- American Board of Family Medicine
- Asociación Médica del Departamento Castellanos
- Colegio Americano de Reumatología
- College of Family Physicians Canada
- Royal College of Physicians and Surgeons of Canada
- Colegio Médico de Chile
- Colegio Médico Colombiano
- Colegio de Médicos y Cirujanos de Costa Rica
- Orden Dominicana de Médicos Generales
- Colegio Médico de El Salvador
- Colegio Médico de Honduras
- Colegio Médico del Perú

### Europa
- Conseils de l'ordre des médecins en France
- Fédération des médecins suisses
- General Medical Council (UK)
- Ilustre Colegio Oficial de Médicos de Madrid
- Colegio Oficial de Médicos de Barcelona
- Ordre des médecins (Belgique)
- Organización Médica Colegial de España
- Colegio de Médicos de Córdoba[4]
- Royal College of General Practitioners (UK)
- Royal College of Physicians (UK)
- Royal College of Physicians of Edinburgh
- Royal College of Physicians of Ireland
- Colegio Oficial de Médicos de Navarra/Nafarroako Medikuen Elkargo Ofiziala

### Oceanía
- Royal Australian College of General Practitioners
- Royal New Zealand College of General Practitioners